# MagMax
MagMax (マグマックス?, Magumakkusu), a volte chiamato Mag Max, è un videogioco arcade sviluppato dalla Nihon Bussan e pubblicato nel 1985 da Nichibutsu.

## Modalità di gioco
Si tratta di uno sparatutto a scorrimento orizzontale in cui il giocatore controlla la navicella spaziale MagMax e deve trasformarla in un robot gigante per meglio distruggere ogni nemico che tenti di fermarlo.
Le vite a disposizione sono inizialmente tre, aumentabili al raggiungimento di determinati punteggi.

## Versioni
La versione per Nintendo Entertainment System venne pubblicata dalla Nihon Bussan in Giappone il 18 marzo 1986 e dalla FCI in America settentrionale nell'ottobre del 1988. Il gioco fu poi convertito per Commodore 64, ZX Spectrum e Amstrad CPC dalla Ocean Software, sotto il suo marchio Imagine, nel 1987.
Nel 2015, una versione emulata venne pubblicata su PlayStation 4 per la serie Arcade Archives.